# 2017 en Syrie
Cet article présente les faits marquants de l'année 2017 en Syrie.

## Évènements

### Janvier
- 7 janvier : attentat à la voiture piégée à Azaz.
- 19 janvier – 20 février : combats de la poche d'Idleb.
- 29 janvier : fin de la bataille de Wadi Barada.

### Février
- Février : massacres de Khan Cheikhoun.
- 23 et 24 février : fin de la bataille d'al-Bab puis attentat de Soussiane.
- 25 février : attentats à Homs contre les services de renseignement du régime.

### Mars
- 2 mars : les forces pro-régime reprennent Palmyre à l’État islamique.
- 11 mars : attentat contre des pèlerins chiites à Damas.
- 15 mars : attentat dans un tribunal de Damas.
- 21 mars - 23 avril : cinquième offensive de Hama,
- 21 mars - 10 mai : bataille de Tabqa.
- 29 mars : la Turquie annonce la fin de l'opération Bouclier de l’Euphrate.

### Avril
- 4 avril : attaque chimique de Khan Cheikhoun.
- 7 avril : bombardement de la base aérienne d'Al-Chaayrate.
- 15 avril : attentat de Rachidine contre un convoi d'évacuation.

### Mai
- 4 mai : signature à Astana d'un accord entre la Russie, l'Iran et la Turquie pour créer des « zones de désescalade »[1].
- 9 mai : début de l'offensive d'al-Tanaf et de l'offensive de la Badiya.
- 18 - 19 mai : combat d'Aqareb et Maboujé.
- 21 mai : fin complète du siège de Homs après l'évacuation du dernier quartier tenu par les rebelles.

### Juillet
- 2 juillet : un attentat-suicide à Damas fait au moins huit morts[2].
- 18 – 21 juillet : combats de la poche d'Idleb.
- 27 juillet – 6 août : bataille d'Al-Soukhna.

### Septembre
- 1er - 3 septembre : bataille d'Ouqayribat.
- 9 septembre : l'offensive de Deir ez-Zor est lancée.
- 19 - 20 septembre : sixième offensive de Hama.

### Octobre
- 6 – 14 octobre : bataille de Mayadine.
- 17 octobre : fin de la bataille de Raqqa, les FDS prennent le contrôle de la ville.

### Novembre
- 2 novembre : fin de la bataille de Deir ez-Zor.
- 8 - 19 novembre : bataille de Boukamal.